# Dorothy Comingore
Margaret Louise Comingore, född den 24 augusti 1913 i Los Angeles i Kalifornien, död 30 december 1971 i Stonington i Connecticut, var en amerikansk skådespelerska, mest känd under artistnamnet Dorothy Comingore. Vid teaterframträdanden krediterades hon under namnet Kay Winters, och i början av sin karriär som filmskådespelare krediterades hon under namnet Linda Winters.
Comingore fick 1941 ett genombrott i rollen som Susan Alexander Kane i Citizen Kane. Hennes karriär avslutades i förtid, efter att hon 1951 hamnat på McCarthy-kommitténs "svarta lista" på misstänkta kommunistsympatisörer och året efter vägrade att "avslöja" andra "likasinnade" i branschen.

## Biografi

### Uppväxt
Comingore föddes i Los Angeles men tillbringade den största delen av sin barndom i Oakland i norra Kalifornien. Vid ett av hennes första omnämnanden i pressen beskrevs hon som en "tidigare skolflicka från Oakland". Hennes far William Paxton Comingore var grafiker, och hans roll som fackföreningsaktiv påverkade hennes politiska åsikter. Hennes äldre syster Lucille drev en nattklubb i San Francisco. Comingore studerade filosofi vid University of California, Berkeley.

### Teater, småroller,Citizen Kane
En tid levde Comingore i Taos i New Mexico, varefter hon återvände till Kalifornien för arbete inom teatern. I mars 1938 uppmärksammades hon av Charles Chaplin i Carmel i Kalifornien; hon framträdde på en lokal teater mot sin dåvarande make Robert Meltzer. Chaplin imponerades av dem bägge och bad dem att försöka sig på en framtid i Hollywood.
Huruvida Chaplin spelade någon större roll i Comingores följande filmkarriär är dock tveksamt. Månaden därpå ägnades hon ett reportage i Oakland Tribune, där hon förnekade att hon skulle vara Chaplins protegé. Hon antydde också att pressbevakningen om henne hade överdrivit de begränsade kontakter som hon haft med Chaplin och med en av hans assistenter, Tim Durant.
Emellertid väckte mötet med Chaplin Comingores intresse i filmskådespeleri. Genom en personlig kontakt på teatern i Carmel kunde hon skaffa sig en artistagent i Hollywood som lyckades få henne till en audition, varefter hon säkrade ett filmkontrakt med Warner Bros. Inledningsvis spelade hon mestadels i mindre biroller, ibland som ren statist, i en svit av B-filmer. Karriären fick en rejäl skjuss när Orson Welles valde ut henne till att spela rollen som Susan Alexander, den andra hustrun till pressmagnaten Charles Foster Kane, i sin debutfilm Citizen Kane. Så dags hade hon bytt ut sitt tidigare artistnamn "Linda Winters" mot sitt ursprungliga "Dorothy Comingore".
Comingores rollprestation i filmen fick stor positiv uppmärksamhet, och i Los Angeles Times beskrevs hon som den här filmens verkliga framtidslöfte. The Hollywood Reporter skrev att hon "sätts på prov genom en stor mängd känslouttryck som kunde bli för mycket för vilken stjärna som helst, men hon levererar utan att darra på manschetten. Citizen Kane borde göra en stjärna av den här flickan".

### EfterCitizen Kane, ohälsa och politik
Därefter fick Comingore en rad anbud från andra studior. RKO Pictures, där hon nu var kontrakterad, vägrade dock låna ut henne. Comingore drabbades av sjukdom, beordrades vila och en längre tids "avstängning" från RKO, varefter hon efter sitt tillfrisknande inte kunde få några passande filmuppdrag. Tidningar ägda av William Randolph Hearst (den tidningsmagnat som "Charles Foster Kane" baserades på) hade under tiden svärtat ner hennes rykte genom att hävda att hon hade kommunistsympatier. Det slutade med att hon hamnade på en statlig varningslista, för att ha "distribuerat kommunistlitteratur till negrer". Hon hade också:
- ägnat sig åt politiskt kampanjande för kandidaten till delstatsförsamlingen Albert Dekker
- arbetat med musikern Lead Belly och sångaren Paul Robeson för att försöka slopa segregationen hos de rent vita USO-klubbarna (turnerande artister som fältunderhållning)
- engagerat sig som medfinansiär för Sleepy Lagoon Defense Committee[10]
- kämpat politiskt för solidaritet inom fackföreningsrörelsen

När House Un-American Activities Committee (HUAC) några år senare växte i betydelse fanns det välfylld dossier om Comingore hos FBI. Så på grund av sina politiska aktiviteter blev hon ett lätt byte för HUAC:s anti-kommunistiska utrensningsverksamhet.
Kathleen Sharp skrev att Comingores medverkan i Citizen Kane ledde till att hon också skaffat sig en mäktig fiende – den 78-årige Hearst. Massmediemogulen hatade hennes porträttering av hans egen älskarinna, den 44-åriga Marion Davies, och han använde sina dagstidningar och radiostationer till att svärta ner den unga skådespelerskans rykte. Hearsts kolumnister Hedda Hopper och Walter Winchell anklagade Comingore öppet för att vara medlem av 'Partiet', det vill säga USA:s kommunistiska parti (CPUSA).

### Vårdnadsproblem och karriärslut
Comingores påstådda kopplingar till CPUSA skadade henne i den mycket uppmärksammade juridiska tvisten med hennes före detta make, manusförfattaren Richard J. Collins, omkring vårdnaden om deras son och dotter. Som en tidigare medlem av CPUSA erbjöd sig Collins att vittna inför HUAC och att där namnge 20 branschkollegor som kommunister. Som ett resultat av hans vittnesmål, och eftersom Comingore anklagades för att vara en olämplig förälder, vann Collins vårdnadstvisten.
Enligt Peter Bogdanovich' kommentarspår på en DVD-utgåva av Citizen Kane, försatt Comingore ett antal chanser genom att vägra alltför många skådespelarroller som hon uppfattade som ointressanta. Detta skedde efter framgången med Citizen Kane, och innan hon kommit att drabbas av personliga och politiska problem, när hon fortfarande erbjöds roller. Exempelvis sade hon nej till en huvudroll i en filmversion av Damon Runyons berättelse "Little Pinks", vilken till slut hamnade hos Lucille Ball (filmen gavs namnet The Big Street). Detta skedde efter att hon tackat nej till roller i Unexpected Uncle (1941) och Valley of the Sun (1942), vilket föranledde hennes avstängning från RKO. Hon syntes dock i filmversionen av Eugene O'Neills teaterpjäs The Hairy Ape (svenska: Den håriga apan), vid sidan av William Bendix, Susan Hayward och John Loder. Comingores sista noterade filmroll var i en biroll i The Big Night (1951).
Comingores filmkarriär avslutades i praktiken 1951, efter att hon placerats på Hollywoods svarta lista. Året därpå kallades hon in för att vittna inför HUAC omkring sina påstådda kopplingar till CPUSA. Hon förklarade sig vara ett "ovilligt vittne", en som på konstitutionella grunder vägrade besvara frågor eller namnge olika personer. Därefter anklagades hon i rätten omkring vårdnadsmål för att vara alkoholiserad, varefter hon den 19 mars 1953 arresterades i West Hollywood för prostitution. Anhållandet misstänktes av vissa vara en uppgjord historia av den lokala sedlighetsroteln i Los Angeles, i maskopi med HUAC. Comingore delade denna misstanke och menade därefter i pressen att det hela var "en följd av min roll som 'ovilligt vittne'". I utbyte mot att få prostitutionsanklagelserna hävda var hon tvungen att gå med på att låta sig skrivas inom på Camarillo State Mental Hospital, där hon under de följande två åren kom att vara patient.
Comingore syntes aldrig i några ytterligare skådespelarprestationer. På 1960-talet, när professor Howard Suber vid UCLA School of Theater, Film and Television, efterforskade historien bakom manuseet till Citizen Kane var Comingore en av de medverkande i filmproduktionen som han lät intervjua. Hans dokumentationsarbete användes senare av Pauline Kael i hennes kontroversiella essä "Raising Kane" (1971). En kopia av intervjun med Comingore finns i Lilly Library-samlingarna vid Indiana University Bloomington.

### Privatliv och sista tid
Comingore var under en kort tid i slutet av 1930-talet gift med skådespelaren och författaren Robert Meltzer. Därefter gifte hon sig med manusförfattaren Richard Collins. Paret fick två barn, och äktenskapet avslutades 1946 i skilsmässa. Efter det var hon gift med manusförfattaren Theodore Strauss, med vilken hon fick ett barn. Slutligen gifte hon sig med John W. Crowe, en brevbärare och butiksägare ("Crowe's Nest") i Lords Point i Connecticut. De blev bekanta 1957 och var tillsammans fram till hennes död 1971.
Comingore hade alkoholproblem under den senare delen av sitt liv, vilket bidrog till att hon förlorade vårdnaden av sina två barn med Collins. Alkoholismen tros också ha förkortat hennes liv.
Ledsjukdomar och en allmänt skör hälsa höll Comingore hemmavid under slutet av sitt liv. Hon sägs dock ha funnit något av själsfrid, med sin make John Crowe i parets strandvilla vid Atlanten.
30 december 1971 avled Comingore i en lungsjukdom i Stonington i Connecticut, vid 58 års ålder. Askan efter henne ströddes ut på flera olika platser. Fram till 2021 hade det inte noterats något gravvård eller annat minnesmärke efter henne. Hennes ättlingar och fans arbetade då dock för att få rest en minnessten efter henne.

## I kulturen
I Guilty by Suspicion, Irwin Winklers film från 1991 om tiden med Hollywoods svartlistning, finns den Comingore-inspirerade rollfiguren "Dorothy Nolan" som drabbas av förföljelse av HUAC.

## Produktioner

### Radio
| Datum          | Titel                        | Avsnitt                    | Noter                  |
| -------------- | ---------------------------- | -------------------------- | ---------------------- |
| 12 juni 1938   | Warner Bros. Academy Theatre | "Desirable"                | Listad som Kay Winters |
| 26 juni 1938   | Warner Bros. Academy Theatre | "The House on 56th Street" | Listad som Kay Winters |
| 6 oktober 1938 | The Orson Welles Show        | "The Black Pearl"          |                        |

### Film och TV[22]
| År   | Titel                                                | Roll                       | Noter                              |
| ---- | ---------------------------------------------------- | -------------------------- | ---------------------------------- |
| 1938 | Campus Cinderella                                    | Student                    | Kortfilm, okrediterad              |
| 1938 | Prison Train                                         | Louise Terris              | Listad som Linda Winters           |
| 1938 | Comet Over Broadway                                  | Fröken McDermott           | Listad som Linda Winters           |
| 1938 | Möte i monsunen (originaltitel: Trade Winds)         | Ann                        | Listad som Linda Winters           |
| 1939 | Blondie Meets the Boss                               | Francis Rogers             | Listad som Linda Winters           |
| 1939 | Skogarnas män (Romance of the Redwoods)              | Mindre biroll              | Listad som Linda Winters           |
| 1939 | North of the Yukon                                   | Jean Duncan                | Listad som Linda Winters           |
| 1939 | Outside These Walls                                  | Andrasekreterare           | Listad som Linda Winters           |
| 1939 | En flicka på väg till Paris (Good Girls Go to Paris) | Tevärdinna                 | Okrediterad                        |
| 1939 | Kustvakten (Coast Guard)                             | Sjuksköterska              | Listad som Linda Winters           |
| 1939 | Five Little Peppers and How They Grew                | Sjuksköterska              | Listad som Linda Winters           |
| 1939 | Golden Boy                                           | Åskådare vid boxningsmatch | Okrediterad                        |
| 1939 | Oily to Bed, Oily to Rise                            | June Jenkins               | Kortfilm, listad som Linda Winters |
| 1939 | Scandal Sheet                                        | Marjorie Lawe              | Listad som Linda Winters           |
| 1939 | Mr. Smith i Washington                               | Kvinna vid stationen       | Listad som Linda Winters           |
| 1939 | The Awful Goof                                       | Charleys fästmö            | Kortfilm, listad som Linda Winters |
| 1939 | Cafe Hostess                                         | Tricks                     | Listad som Linda Winters           |
| 1940 | Inspärrad (Convicted Woman)                          | May                        | Listad som Linda Winters           |
| 1940 | Pioneers of the Frontier                             | Joan Darcey                | Listad som Linda Winters           |
| 1940 | The Heckler                                          | Oles flickvän              | Kortfilm, listad som Linda Winters |
| 1940 | Rockin' thru the Rockies                             | Daisy                      | Kortfilm, listad som Linda Winters |
| 1941 | En sensation (Citizen Kane)                          | Susan Alexander Kane       |                                    |
| 1944 | Den håriga apan                                      | Helen Parker               |                                    |
| 1949 | Sista given                                          | Fru Purcell                |                                    |
| 1951 | The Big Night                                        | Julie Rostina              |                                    |
| 1951 | Fireside Theatre (TV-serie)                          | Rita                       | Ett avsnitt, "Handcuffed"          |
| 1952 | Rebound (TV-serie)                                   | Dotty                      | Ett avsnitt, "The Losers"          |
| 1952 | The Doctor (TV-serie)                                |                            | Ett avsnitt, "The Red Wig"         |